# Chiesa di San Rocco (Faicchio)
La chiesa di San Rocco è una architettura religiosa situata nel comune di Faicchio.

## Storia
L'edificio religioso venne costruito "a tempore contagii" nel 1656, nel luogo detto "allo Chioppo" e "cospectu ianuae palatij Baronem"..
La chiesa ha subito gli ultimi lavori di restauro nel 1987 e nel 2006.

## Descrizione
La chiesa è situata in piazza Roma, di fronte al Castello Ducale, in posizione rialzata rispetto al livello stradale. Una prima rampa di scale, conduce dalla piazza al sagrato, mentre una seconda rampa di scale conduce al portone d'ingresso. La facciata è a capanna e presenta un portale architravato, sovrastato da un lucernaio di forma ovale. Il prospetto è chiuso nella parte superiore da un timpano triangolare.
La chiesa ha un'unica navata ed è sormontata da una cupoletta ellittica, con quattro oculi che illuminano l'interno.  Dietro l'altare si trova la nicchia che ospita la statua di San Rocco.